# FC Cesarense
Der FC Cesarense (offiziell: Futebol Clube Cesarense) ist ein Fußballverein aus der zentralportugiesischen Kleinstadt Cesar.

## Geschichte
Der Verein wurde am 1. Januar 1932 gegründet. Mitbegründer und erster Präsident wurde António Gomes Correia Júnior.
In den ersten 75 Jahren seines Bestehens holte der Verein Titel in den Ligen des Distrikts Aveiro. 1983, 1985 und 2009 gewann er die Meisterschaft der 1ª Divisão des Fußballverbandes von Aveiro, 2008 den Regionalpokal (AF Aveiro Taça). Nach dem Titelgewinn 2009 stieg der Verein 2010 als Vizemeister erstmals in seiner Geschichte in die II Divisão auf, konnte aber im ersten Jahr den Abstieg nicht vermeiden. In der Saison 2011/12 gelang der sofortige Wiederaufstieg.

### Bilanz in der II Divisão
| Saison  | Platz | Tore  | Punkte |
| ------- | ----- | ----- | ------ |
| 2010/11 | 15/16 | 33:46 | 30     |
| 2012/13 |       |       |        |

## Bekannte Trainer
- Carlos Secretário (2017–2018)